# GPR97
گیرندهٔ شمارهٔ ۹۷ جفت‌شونده با پروتئین جی (انگلیسی: G-protein coupled receptor 97) که با نام گیرندهٔ چسبندگی جی ۳، جفت‌شونده با پروتئین جی هم شناخته می‌شود، یک پروتئین است که در انسان توسط ژن «ADGRG3» کُدگذاری می‌شود.
این گیرنده یکی از اعضای خانوادهٔ بزرگ «گیرنده‌های جفت‌شونده با پروتئین جی، ویژهٔ چسبندگی» است.
این گیرنده، در سلول‌های اِندوتلیال و گرانولوسیت‌های انسان و همچنین در گرانولوسیت‌ها، مونوسیت‌ها، ماکروفاژها و سلول‌های دندریتیک موش‌ها بیان می‌شود.